# Dienststelle Schiffssicherheit
Die Dienststelle Schiffssicherheit ist eine Organisationseinheit der Berufsgenossenschaft Verkehrswirtschaft Post-Logistik Telekommunikation (BG Verkehr) und entstand zum 1. Januar 2010 durch die Fusion der See-Berufsgenossenschaft mit der Berufsgenossenschaft für Fahrzeughaltungen zur Berufsgenossenschaft für Transport und Verkehrswirtschaft.
Die Dienststelle nimmt staatliche Aufgaben im Bereich der Schiffssicherheit, des Meeresumweltschutzes, des Seearbeitsrechts und der maritimen Medizin wahr und unterstützt damit die Sicherheitskultur in der Seeschifffahrt. 
Anders als die anderen Abteilungen der Berufsgenossenschaft finanziert sich die Dienststelle nicht aus Umlagebeiträgen der Mitgliedsunternehmen der Berufsgenossenschaft, sondern aus Gebühren und Mitteln aus dem Bundeshaushalt. Die Dienststelle Schiffssicherheit hat durch das Seeaufgabengesetz und das Seearbeitsgesetz die rechtliche Stellung einer oberen Bundesbehörde. 
Die Fachaufsicht wird durch das Bundesministerium für Verkehr und digitale Infrastruktur sowie im Bereich Seearbeitsrecht durch das Bundesministerium für Arbeit und Soziales wahrgenommen.

## Schiffssicherheit
Die Dienststelle überwacht die Einhaltung internationaler und nationaler Vorschriften zur Schiffssicherheit, unter anderem zur Schiffsbesetzung, zur Ausbildung von Seeleuten (STCW-Übereinkommen), zum International Safety Management Code und zum Freibord.

## Meeresumweltschutz
Die Dienststelle ist für die Einhaltung der Vorschriften des Internationalen Übereinkommens zur Verhütung der Meeresverschmutzung durch Schiffe (MARPOL-Übereinkommen) auf deutschflaggigen Schiffen sowie im Rahmen der Hafenstaatkontrolle auch auf fremdflaggigen Schiffen zuständig. Zudem ist die Prüf- und Zertifizierungsstelle der Dienststelle Schiffssicherheit für die Zulassung von Anlagen für den Meeresumweltschutz zuständig.

## Hafenstaatkontrolle
Im Rahmen des Paris Memorandum of Understanding on Port State Control übernimmt die Dienststelle Schiffssicherheit auch die Hafenstaatkontrolle. Dies bedeutet, dass ein gewisser Prozentsatz der unter ausländischer Flagge fahrenden Schiffe bei einer Einfahrt in einen deutschen Hafen geprüft werden. Kontrolliert werden nicht nur die amtlichen Dokumente und die Personen an Bord des Schiffes, sondern auch die Einhaltung der einschlägigen Sicherheitsvorschriften und Standards im Bereich des Umweltschutzes.

## Seearbeitsrecht
Die Dienststelle ist für die staatliche Durchsetzung des Seearbeitsrechts in Deutschland zuständig. Alle Kauffahrteischiffe unter deutscher Flagge werden regelmäßig von Besichtigern der Dienststelle auf die Einhaltung der Arbeits- und Lebensbedingungen überprüft, wobei der Umfang der sogenannten Flaggenstaatkontrolle zur Umsetzung des international gültigen Seearbeitsübereinkommens „MLC 2006“ in deutsches Recht im § 129 des deutschen SeeArbG sehr detailliert geregelt ist. Größere Seeschiffe in der internationalen Fahrt mit einer Vermessung von über 500 BRZ werden alle zweieinhalb Jahre kontrolliert, größere Fischereifahrzeuge alle zwei Jahre und alle anderen Schiffe alle drei Jahre.
Die Dienststelle überprüft darüber hinaus private Arbeitsvermittler mit Sitz in Deutschland, die Seeleute vermitteln. Die Dienststelle ist zudem die zentrale Beschwerdestelle für Seeleute.

## Prüf- und Zertifizierungsstelle
Die Prüf- und Zertifizierungsstelle ist u. a. auch für die Zulassung für Ausrüstungsgegenstände im Bereich Rettungsmittel, Brandschutz und MARPOL gemäß der Richtlinie über Schiffsausrüstung (MED) 2014/90/EU zuständig. Um Produkte für die Berufsschifffahrt in Europa in Verkehr bringen zu dürfen, muss jeder Hersteller neben der erfolgreichen Durchführung der entsprechenden Baumusterprüfungen auch die jeweilige Produktionsstätte vom Zertifizierer (in diesem Falle die Dienststelle Schiffssicherheit als benannter Stelle) besichtigen bzw. regelmäßig auditieren lassen. Die Dienststelle übernimmt im Bereich Rettungsmittel auch die Prototyperprobung von Rettungsbooten, Rettungsinseln, Massenevakuierungssysteme und Seenotsignalmittel (Pyrotechnik).

## Maritime Medizin
Der Seeärztliche Dienst hat seinen Sitz in Hamburg. Er ist die zentrale Stelle des Bundes für alle Belange die Maritime Medizin betreffend und nimmt unter anderem folgende Aufgaben wahr:
- Steuerung und Qualitätssicherung der Seediensttauglichkeitsuntersuchungen,
- Steuerung und Qualitätssicherung der Tauglichkeitsuntersuchungen der Seelotsen,
- Geschäftsführung des Ausschusses für medizinische Ausstattung in der Seeschifffahrt,
- Zulassung medizinischer Wiederholungslehrgänge,[2]
- Registrierung von Schiffsärzten, die auf Kauffahrteischiffen unter deutscher Flagge tätig sind,
- Herausgabe von Medizinisches Handbuch See.[3]